# Günter von Lonski

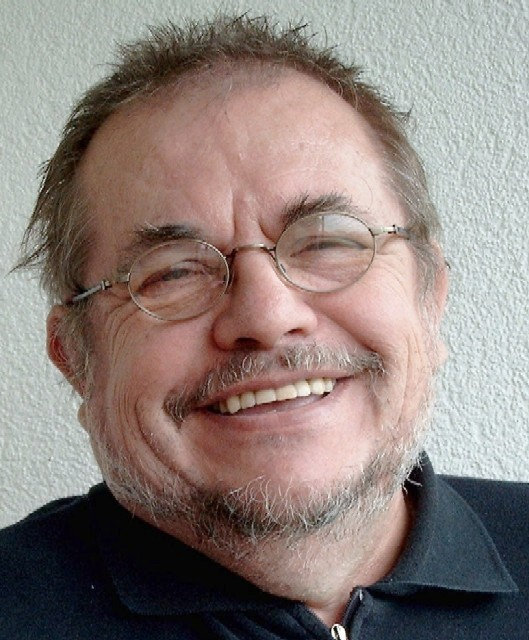
Günter von Lonski

Günter von Lonski (* 18. August 1943 in Duisburg) ist ein deutscher Schriftsteller.

## Leben
Er studierte nach dem Besuch des Gymnasiums an der Hochschule der Künste in Berlin, war Texter und Cheftexter in namhaften Werbeagenturen in Stuttgart, Düsseldorf und Frankfurt/Main sowie freier Werbeberater für Großunternehmen im Raum Frankfurt. Seit 1983 ist er freiberuflicher Schriftsteller (VS).
Er veröffentlicht Romane, Krimis, Theaterstücke, Musicals, Anthologien, Kinderbücher, Jugendbücher, Hörspiele, Kinderfunk-Sendereihen, Hörfunkbeiträge, Satiren, Glossen und Schulbuchbeiträge. Gelegentlich tritt er auch als Schauspieler auf.
Günter von Lonski hat zwei erwachsene Kinder, ist verheiratet und lebt in Pattensen nahe Hannover.

## Bibliografie

### Romane
- Wie Moby Dick zum Pott-Wal wurde. Henselowsky Boschmann Verlag, Bottrop 2001 ISBN 3-922750-40-0
- Der gläserne Dolch. Books on Demand, Norderstedt 2020, Taschenbuch, ISBN 978-3-8370-4630-4

#### Kriminalromane
- BlattSchuss – Die ungewöhnlichen Fälle des Ludger Lage. Kurzkrimis. Zu Klampen Verlag, Springe 2008 ISBN 978-3-933156-95-2
- Servus Süße!. Books on Demand, Norderstedt 2020, Taschenbuch, ISBN 978-3-7504-9478-7
- Beas Büdchen.  Gmeiner-Verlag, Meßkirch 2022, ISBN 978-3839202340

##### Weserbergland-Krimis
- Das letzte Lied. Niemeyer Verlag, Hameln 2010. ISBN 978-3827194015
- Tödlicher Wind. Niemeyer Verlag, Hameln 2011. ISBN 978-3827194022
- Bittere Medizin. Niemeyer Verlag, Hameln 2012. ISBN 978-3827194060
- Teufelskralle. Niemeyer Verlag, Hameln 2013. ISBN 978-3827194183
- Gewissenlose Gier. Niemeyer Verlag, Hameln 2015. ISBN 978-3827194367
- WeserStrudel. Gmeiner Verlag, Meßkirch 2022, ISBN 978-3-839-20210-4

##### Hannover-Krimis
- Mord auf dem Schützenfest. Niemeyer Verlag, Hameln 2011. ISBN 978-3827194510
- EIS!. Niemeyer Verlag, Hameln 2012. ISBN 978-3827194558
- Elend. Niemeyer Verlag, Hameln 2013. ISBN 978-3827194602
- Royal Flash. Niemeyer Verlag, Hameln 2014. ISBN 978-3827194619
- Ich, Zwölf. Niemeyer Verlag, Hameln 2015. ISBN 978-3827194268
- Hass verjährt nicht. Niemeyer Verlag, Hameln 2016 ISBN 978-3827194435

### Kinder- und Jugendliteratur

#### Erzählungen
- Jungejunge – so ein Mädchen. Boje Verlag, Erlangen 1984 ISBN 3-414-17060-4
- Der Geburtstagsfelix. Boje Verlag, Erlangen 1984 ISBN 3-414-16950-9
- Schnitzeljagd  – 8 freche Geschichten um Rike und ihre Freunde. W. Fischer-Verlag, Göttingen 1984; üb. Neuausgabe 1991 (2. Aufl.) ISBN 3-439-82074-2
- Ein Küsschen für Gitta. W. Fischer-Verlag, Göttingen 1985 ISBN 3-439-82931-6
- Mutprobe. W. Fischer-Verlag, Göttingen 1987 ISBN 3-439-82010-6; üb. Neuausgaben 1991, 1996 ISBN 3-439-82010-6
- Westwärts bis Schillerplatz. Boje Verlag, Erlangen 1992 ISBN 3-414-88608-1
- Simona du schaffst das schon. W. Fischer-Verlag, Remseck bei Stuttgart 1992 ISBN 3-439-88851-7
- Gib Speiche, Alter. Maxime Verlag, Leipzig 2008 ISBN 978-3931965389
- Alarm im Pfannkuchenhaus.  Niemeyer Verlag, Hameln 2013. ISBN 978-3827195807
- Lange Finger in der Klassenkasse.  Niemeyer Verlag, Hameln 2015. ISBN 978-3827195814
- Die Rattinos – Grüße aus Hamelns Unterwelt.  Niemeyer Verlag, Hameln 2016. ISBN 978-3827195821

#### Kinderbuchreihen

##### Kinderkrimis – Die Küchendetektive
- Stinkertee. Antiqua-Online Verlag, Langenhagen 2016 ISBN 978-1532834295
- Aschekuchen. Antiqua-Online Verlag, Langenhagen 2016 ISBN 978-1532995163

##### Computerdetektive A-zehn + D-zehn
1. Floppies haben keine Flügel. Boje Verlag, Erlangen 1985 ISBN 3-414-17170-8
2. Piraten am Keyboard. Boje Verlag, Erlangen 1985 ISBN 3-414-17370-0
3. Ran an den Fahrradklau. Boje Verlag, Erlangen 1985 ISBN 3-414-17360-3
4. Wer hat die Chips versalzen?. Boje Verlag, Erlangen 1985 ISBN 3-414-17180-5

##### kath@rina-birkenbach
1. Heidelbeersommer. Metz Verlag, Gaggenau 2003 ISBN 3-927655-46-5
2. Blauer Federfalter. Metz Verlag, Gaggenau 2006 ISBN 978-3-927655-75-1

## Auszeichnungen
- 2010: Rolf-Wilhelms-Preis der Stadt Hameln für den Kurzkrimi Ratzfatz[1]